# Inch'Allah (film, 2012)
Pour les articles homonymes, voir Inch'Allah (homonymie).
Pour plus de détails, voir Fiche technique et Distribution.
Inch'Allah est un film dramatique franco-québécois réalisé par Anaïs Barbeau-Lavalette, sorti en 2012.

## Synopsis
Le film commence par une scène de rue en Israël interrompue par un attentat.
Nous voyons ensuite Chloé, jeune médecin québécoise qui habite en Israël et travaille en Cisjordanie dans le dispensaire d’un camp de réfugiés palestiniens où elle suit des femmes enceintes. L’ambiance est tendue : l’armée israélienne effectue des perquisitions jusque dans le dispensaire à la suite d'un attentat, tandis que des activistes palestiniens attaquent une colonie israélienne voisine, ne faisant que des blessés.
Chloé essaie de rapprocher sa voisine Ava et une de ses patientes, Rand. La première fait son service militaire et boit pour oublier son dégoût d’effectuer des contrôles à un checkpoint. La seconde, dont le mari est en prison en Israël, ramasse des objets dans une décharge près du mur de séparation, vit avec sa mère, son petit frère autiste, Safi, et son grand frère, Faysal, qui travaille dans une imprimerie fabriquant des affiches de chahids (kamikazes ou victimes de l’armée israélienne).
Plusieurs drames vont faire basculer Chloé du côté palestinien. Un petit voisin est écrasé par un char de combat tout près d’elle, et Chloé défile lors de ses obsèques et colle des affiches au nom du garçon avec Faysal. À cause d’un contrôle de grande ampleur de l’armée israélienne, qui bloque la circulation à Ramallah, et malgré les supplications de Faysal et Chloé, Rand accouche dans la voiture qui l’emmenait à l’hôpital et son fils ne survit pas. Enfin, le mari de Rand est condamné à 25 ans de prison.
Auparavant, Chloé avait obtenu une autorisation pour que Rand et sa famille puissent se rendre en Israël à l’emplacement de leur ancienne maison, aujourd’hui ruinée, ce qui ne provoque qu’amertume chez Faysal. Après la mort de son fils et la condamnation de son mari, Rand accuse Chloé d’être des deux côtés à la fois, d'être responsable de la mort de son fils pour être arrivée en retard au dispensaire (après une soirée à Tel Aviv) et l’insulte. Dépitée, Chloé rentre en Israël, transportant un objet qui est récupéré par un passager de l’autobus, et la première scène avec l’attentat se répète.
Quand elle revient dans l’imprimerie où elle retrouve Faysal, une nouvelle troublante l’attend…

## Fiche technique
- Titre original : Inch'Allah
- Réalisation : Anaïs Barbeau-Lavalette
- Scénario : Anaïs Barbeau-Lavalette et Valérie Beaugrand-Champagne
- Musique : Levon Minassian
- Conception visuelle : André-Line Beauparlant
- Décors : Diane Gauthier
- Costumes : Sophie Lefebvre
- Maquillage : Kathryn Casault
- Coiffure : Denis Parent
- Directeur de la photographie : Philippe Lavalette
- Son : Jean Umansky, Sylvain Bellemare, Jean-Paul Hurier
- Montage : Sophie Leblond
- Production : Luc Déry et Kim McCraw
  - Producteur exécutif : Stephen Traynor
  - Coproductrice : Isabelle Dubar
  - Producteur : Yochanan Krebo et Eylon Ratzkovsky
- Sociétés de production : micro_scope (Québec), ID Unlimited (France)
- Sociétés de distribution : Christal Films (Canada), Happiness Distribution (France)
- Budget : 5,8 millions de dollars[1]
- Pays :  France,  Canada ( Québec)
- Langue originale : français
- Format : couleur — 35 mm — format d'image : 2,35:1
- Genre : drame
- Durée : 101 minutes
- Dates de sortie :
  - Canada : 8 septembre 2012 (Festival international du film de Toronto (TIFF))[2]
  - Canada : 23 septembre 2012 (en clôture du Festival de cinéma de la ville de Québec)[3]
  - Canada : 28 septembre 2012 (sortie en salle au Québec)
  - États-Unis : 5 janvier 2013 (Festival international du film de Palm Springs)
  - Allemagne : 7 février 2015 (Berlinale 2013)
  - Canada : 5 mars 2013 (DVD et Blu-ray)
  - Taïwan : 15 mars 2013
  - Pays-Bas : 28 mars 2013
  - France, Belgique : 3 avril 2013

## Distribution
- Evelyne Brochu : Chloé
- Sabrina Ouazani : Rand, son amie palestinienne
- Sivan Levy : Ava, sa voisine israélienne
- Yousef Sweid : Faysal, le grand frère de Rand
- Carlo Brandt : Michaël, le médecin du dispensaire
- Marie-Thérèse Fortin : Élaine, la mère de Chloé
- Hammoudeh Alkarmi : Safi, le petit frère autiste de Rand
- Zorah Benali : Soraïda
- Yoav Donat : le soldat au checkpoint
- Ahmad Massad : Imad, un ami de Faysal
- Ahmad Al-Zain : Youssef
- Maryam Saleh (en) : la chanteuse
- Ori Urian : le soldat à la clinique
- Oleg Rodovilski : complice dans l'autobus